# いちき串木野市立市来中学校
いちき串木野市立市来中学校（いちきくしきのしりつ いちきちゅうがっこう）は、鹿児島県いちき串木野市大里にある市立中学校。

## 概要
いちき串木野市の中部、旧市来町に唯一あった中学校である。全校生徒は2010年12月21日現在で170名である。

## 校区
- 市来小学校の全域
- 川上小学校の全域

## 沿革
- 1947年（昭和22年）4月1日 - 市来町立市来中学校として開校。
- 2005年（平成17年）10月11日 - 市来町が串木野市と対等合併しいちき串木野市となったのに伴い、いちき串木野市立市来中学校に改称。

## 著名な卒業生
- 飯山裕志（元プロ野球選手）
- 宇都格（元プロ野球選手）